# Deducible
El deducible o franquicia  es una figura del derecho de los seguros y se define como la participación del asegurado en la pérdida ocasionada por el siniestro y tiene como finalidad que el asegurado haga todo lo que esté a su alcance para evitar que acontezca el siniestro.
Generalmente el importe del deducible puede ser pactado con la aseguradora bajo la siguiente regla: A mayor importe de la prima, menor es el importe del deducible, y a menor importe de la prima, mayor es el importe del deducible. La aplicación más sencilla de esta regla consiste en establecer una prima mínima, con una franquicia determinada; y una prima mayor, sin ninguna franquicia.
En países con alta contratación de seguros (sea por costumbre local o por la imposición gubernamental de la contratación de seguros obligatorios) es común que no exista la figura del deducible, pues las pérdidas de los siniestros, si las hubiere, se reparten en una gran población de asegurados.

## Seguro de coche y bienes
En una póliza de seguro de automóvil típica, la franquicia se aplica a las reclamaciones derivadas de daños o pérdidas del propio vehículo del asegurado, independientemente de si los daños o pérdidas se deben a accidentes de los que es responsable el propietario, o a vandalismo o robo. Dependiendo de la póliza de seguro, la franquicia puede variar en función del tipo de gastos incurridos que den lugar a una reclamación al seguro.

## Seguros industriales y comerciales
En el mercado asegurador actual, las compañías tradicionales están reduciendo el riesgo de siniestros, lo que se traduce en franquicias más elevadas, que presionan más a los asegurados que a la aseguradora. La franquicia del riesgo industrial suele expresarse como un porcentaje del siniestro, a menudo, aunque no siempre, con un importe mínimo y máximo. Es similar al coaseguro, en el que la compañía paga un determinado porcentaje del siniestro combinado con umbrales mínimos y máximos de prestación.

## Seguros de salud y de viaje
La mayoría de los seguros de enfermedad y algunos seguros de viaje también incluyen una franquicia. El tipo de franquicia del seguro de enfermedad también puede variar, tanto los importes individuales como los familiares.
Debido a la naturaleza del tratamiento médico, el asegurado a menudo se enfrenta a múltiples gastos médicos que se extienden a lo largo de varios días por una sola enfermedad o lesión. Por ello, las franquicias de los seguros de enfermedad suelen cobrarse de forma continuada (por ejemplo, anualmente) en lugar de por visita.